# Okkie Huijsdens
Johannes Josephus (Okkie) Huijsdens (Rotterdam, 5 november 1947 – aldaar, 6 september 2014) was een Nederlands musicus, producer en componist.
In de jaren 60 speelde Huijsdens in een verscheidenheid aan bandjes, waaronder het in 1969 opgerichte Flashback. In 1971 trad hij toe tot de Rotterdamse formatie Himalaya, waartoe ook de zangeres Patricia Paay behoorde. Na een jaar ging deze samenwerking op in de band Heart, die één bescheiden hitje scoorde. Na het vertrek van Paay in 1975 gingen de overgebleven leden door onder de naam Limousine, met de hit Don't Let Love Bring You Down (Alarmschijf en op nummer 11 in de Top 40) terwijl Huijsdens tot 1979 tevens deel uitmaakte van Xandra (band rondom Sandra Reemer) en Rainbow Train.
In dezelfde periode sprak en zong Huijsdens in verschillende jingles, waaronder een paar ter ondersteuning van de bedreigde piratenzender Radio Veronica. Daarna maakte hij nog meer jingles, niet alleen voor Veronica maar ook voor Radio Noordzee en de AVRO. In 1980 zong Huijsdens de rol van Paul McCartney in de Beatles-medley van het succesvolle Stars on 45. Met Pim Koopman vormde Huijsdens van 1983 tot 1985 de band The President, die twee LP's zou uitbrengen: By Appointment Of en Muscles. Met het debuut album wonnen zij in 1984 een Edison in de catagorie “Pop”. 
Ook begeleidde Huijsdens Sandra Reemer tot twee keer toe bij haar deelname aan het Euro Songfestival (1976 en 1979) en ook Mouth and McNeal (1974).
In de rol van muziekproducent werkte Huijsdens onder meer voor Patricia Paay, Bodine, Het Goede Doel en Normaal. Verder legde hij zich toe op de geluidstechniek. Ook in die hoedanigheid was hij onder meer verbonden aan Normaal.